# 兴城镇 (肇州县)
兴城镇，是中华人民共和国黑龙江省大庆市肇州县下辖的一个乡镇级行政单位。

## 行政区划
兴城镇下辖以下地区：
兴东村、红星村、福山村、杏山村、安居村、安民村、德宣村、六合村、双井村、大阁村、复兴村、兴城村、跃进村、杏茂村、旺胜村和福利村。